# Лебединий шлях
«Лебединий Шлях» (англ. The Swan Road) — третій студійний альбом блек-метал гурту «Drudkh», виданий у 2005-му році, лейблом «Supernal Music». Перевиданий 2010-го з новим оформленням на лейблі «Season of Mist».
Назва прологу походить від року початку Хмельниччини. Більшість текстів основної частини узяті з поеми Тараса Шевченка «Гайдамаки». Трек N5 — «Ой чого ти почорніло, Зеленеє поле?» з пізнішої збірки, датується 1848-м. Фінальною композицією є народна дума про Руйнування Січі, у виконанні Ігора Рачка.

## Список композицій
| #     | Назва                                                                         | Тривалість |
| ----- | ----------------------------------------------------------------------------- | ---------- |
| 1.    | «1648» (інструментальна)                                                      | 1:06       |
| 2.    | «Вічне Сонце (англ. Eternal Sun)» (лірика, а також 3,4,5,6 — Тарас Шевченко)  | 07:42      |
| 3.    | «Кров (англ. Blood)»                                                          | 09:04      |
| 4.    | «Заграва 1768-го (англ. Glare of 1768)»                                       | 05:58      |
| 5.    | «Ціна Волі (англ. The Price of Freedom)»                                      | 08:13      |
| 6.    | «Доля (англ. Fate)»                                                           |            |
| 7.    | «Дума про Руйнування Січі (англ. Song of Sich Destruction)» (інструментальна) | 04:23      |
| 43:41 |                                                                               |            |

## Склад на момент запису
- Роман «Thurios» Благих — вокал, клавішні
- Роман Саєнко — гітара, бас

### Запрошені виконавці
- Микола «Amorth» Состін — ударні
- Ігор Рачок — бандура, вокал